# Scripturae sacrae affectus
Scripturae sacrae relevantus (Devoção à Sagrada Escritura) é uma carta apostólica do Papa Francisco publicada em 30 de setembro de 2020 para celebrar o 16.º centenário da morte de Jerónimo.